# Ancuty
Ancuty is een plaats in het Poolse district  Hajnowski, woiwodschap Podlachië. De plaats maakt deel uit van de gemeente Narew en telt 80 inwoners.